# تمساح سیامی
تمساح سیامی (نام علمی: Crocodylus siamensis) نام یک گونه از سرده گاندوها است.